# Davis-Monthan Air Force Base
La Davis-Monthan Air Force Base è una base militare dell'United States Air Force, gestita dall'Air Combat Command e situata vicino alla città di Tucson, in Arizona

## Informazioni Generali
La struttura odierna è stata attivata nel 1927, e prende il nome dal Tenente Samuel H. Davis Jr., ucciso il 28 dicembre 1921 e il Tenente Oscar
Monthan, ucciso il 27 marzo 1924.

## Unità
Attualmente l'unità ospitante è il 355th Fighter Wing.
Sono presenti i seguenti reparti:
- U.S.A.F.
  - HQ Twelfth Air Force
  - 55th Electronic Combat Group, 55th Wing
  - 214th Attack Group, 162nd Wing, Air National Guard
  - 309th Aerospace Maintenance and Regeneration Group, Air Force Sustainment Center, Air Force Materiel Command
  - 563rd Rescue Group, 23rd Wing
  - 924th Fighter Group, 944th Fighter Wing, Air Force Reserve Command
  - 943rd Rescue Group, 920th Rescue Wing, Air Force Reserve Command